# Турнянська волость
Турнянська волость — адміністративно-територіальна одиниця Берестейського повіту Гродненської губернії Російської імперії. Волосний центр — село Турна.
На 1885 р. у волості налічувалось 25 сіл (об'єднаних у 23 громади), 634 двори, 3 608 чоловіків і 3 579 жінок, 16 476 десятин землі (12 380 десятин орної).
За Берестейським миром, підписаним 9 лютого 1918 року територія волості ввійшла до складу Української Народної Республіки.

## У складі Польщі
Після окупації в лютому 1919 р. поляками Полісся волость назвали ґміна Турна, входила до Берестейського повіту Поліського воєводства Польської республіки. Центром ґміни було село Турна.
За переписом 1921 року в 30 поселеннях ґміни налічувалось 981 будинок і 5622 мешканці (1799 римокатоликів, 3352 православні, 1 протестант і 470 юдеїв).
Волость (ґміна) ліквідована 15 січня 1940 року через утворення Кам'янецького району.